# Skallötjärnen
Skallötjärnen är en sjö i Skellefteå kommun i Västerbotten och ingår i Bureälven-Mångbyåns kustområde. Sjön har en area på 0,0805 kvadratkilometer och ligger 7,8 meter över havet. Skallötjärnen ligger i Skallön Natura 2000-område.

## Delavrinningsområde
Skallötjärnen ingår i det delavrinningsområde (717304-176902) som SMHI kallar för Rinner mot Sandvikssundet. Medelhöjden är 8 meter över havet och ytan är 7 kvadratkilometer. Det finns inga avrinningsområden uppströms utan avrinningsområdet är högsta punkten. Avrinningsområdets utflöde mynnar i havet, utan att ha någon enskild mynningsplats. Avrinningsområdet består mestadels av skog (91 procent). Avrinningsområdet har 0,08 kvadratkilometer vattenytor vilket ger det en sjöprocent på 0,8 procent.